# Guillermo Edwards Matte
Guillermo Edwards Matte (Santiago, 23 de octubre de 1889-ibídem, 16 de agosto de 1945) fue un abogado y político chileno, miembro del Partido Liberal (PL). Se desempeñó como diputado por dos períodos consecutivos entre 1918 y 1924, así como ministro de Estado durante los primeros gobiernos de los presidentes Arturo Alessandri y Carlos Ibáñez del Campo.

## Familia y estudios
Nació en Santiago de Chile el 23 de octubre de 1889, hijo del matrimonio confirmado por Rosario Matte Pérez y el geógrafo Guillermo Edwards Garriga, quien fuera diputado por La Serena, Elqui y Coquimbo en tres períodos consecutivos (1900-1903, 1903-1906 y 1906-1909), en representación del Partido Liberal. Su único hermano, Ismael, de profesión arquitecto, se desempeñó como diputado por Santiago durante cuatro períodos legislativos consecutivos, desde 1921 hasta 1932, también representando al mismo partido. Realizó sus estudios primarios y secundarios en el Instituto Nacional, y los superiores en la Escuela de Derecho de la Universidad de Chile, jurando como abogado el 12 de enero de 1912.
Se casó con María Hurtado Quesney, con quien tuvo cinco hijos.

## Carrera profesional
Se dedicó a las actividades profesionales agrícolas en su fundo "Lo Valdivieso", terrenos donde actualmente está ubicado el Estadio Nacional de Chile, en la comuna de Ñuñoa, en Santiago.
Entre otras actividades, ocupó los cargos de director de la Sociedad Renta Urbana; administrador de la Gota de Leche "Asunción"; director de la Carbonífera de Lota; director de varias compañías de seguros; consejero de la Caja de Ahorros en 1923; director de la compañía de seguros Unión Chilena en 1923 y director del Laboratorio Chile; director de la Compañía Sud Americana de Vapores en 1923; consejero del Banco Central en 1929; director de la Sociedad Nacional de Paños Tomé en 1939; director de la Refinería de Azúcar de Viña del Mar en 1939; director del Banco de Chile en 1939; director de R.C.A. Víctor Chilena S.A. en 1939; y por último, director del Club Hípico de Santiago.

## Carrera política
Fue militante del Partido Liberal (PL), y más tarde del Partido Liberal-Democrático Unionista, del que fue su vicepresidente en 1925.
En las elecciones parlamentarias de 1918, fue elegido como diputado por Victoria, Melipilla y San Antonio, por el período legislativo 1918-1921. Durante su gestión se desempeñó como presidente de la Cámara de Diputados, entre el 18 de noviembre y el 9 de diciembre de 1920. Integró, además, la Comisión Permanente de Asistencia Pública y Culto; y la de Instrucción Pública. Seguidamente, en las elecciones parlamentarias de 1921, fue reelegido como diputado, pero por Rancagua, Cachapoal y Maipo, por el período 1921-1924; en esa oportunidad integró la Comisión Permanente de Instrucción Pública.
Paralelamente, el 29 de agosto de 1922, en el marco del primer gobierno del presidente Arturo Alessandri, fue nombrado como titular del Ministerio de Hacienda, cargo que ocupó hasta el 21 de diciembre de ese año. De manera posterior, entre el 2 de octubre y el 23 de diciembre de 1925 volvió a ejercer el mismo puesto, con motivo de la vicepresidencia de Luis Barros Borgoño. En ese mismo período, además, fue miembro de la comisión y subcomisión que redactaron la Constitución Política de 1925.
Tres años más tarde, durante la administración del presidente Carlos Ibáñez del Campo, el 5 de junio de 1928, fue nombrado como titular del Ministerio del Interior, sucediendo en la cartera al ministro subrogante Osvaldo Koch Krefft. Dejó la repartición el 24 de agosto de 1929, siendo sucedido, en calidad de subrogante, por el ministro de Relaciones Exteriores Conrado Ríos Gallardo. Retornó al gobierno el 22 de julio de 1931, al ser nombrado simultáneamente por Ibáñez del Campo como ministro de Justicia, de Relaciones Exteriores y Comercio y de Tierras y Colonización; sirviendo como triministro de Estado por un día, hasta el 23 de julio.
Falleció en Santiago el 16 de agosto de 1945, a los 55 años.

## Obra escrita
- El Club de la Unión en sus ochenta años (1864-1944), 1944.